# メテオ (ロケット)

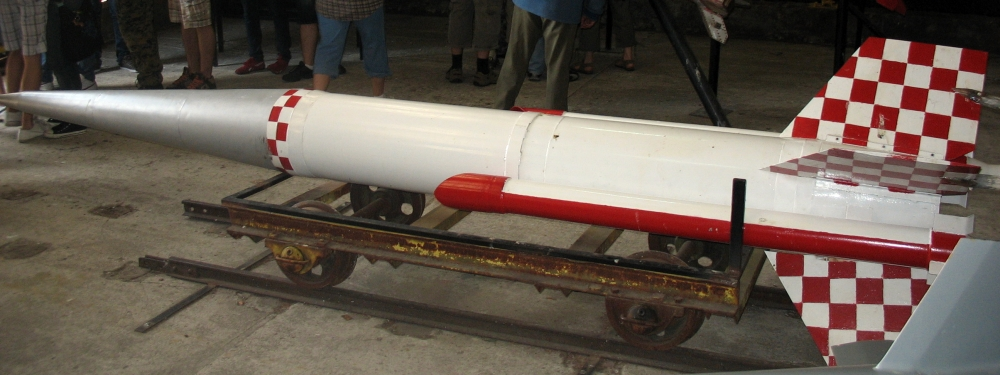
メテオ2

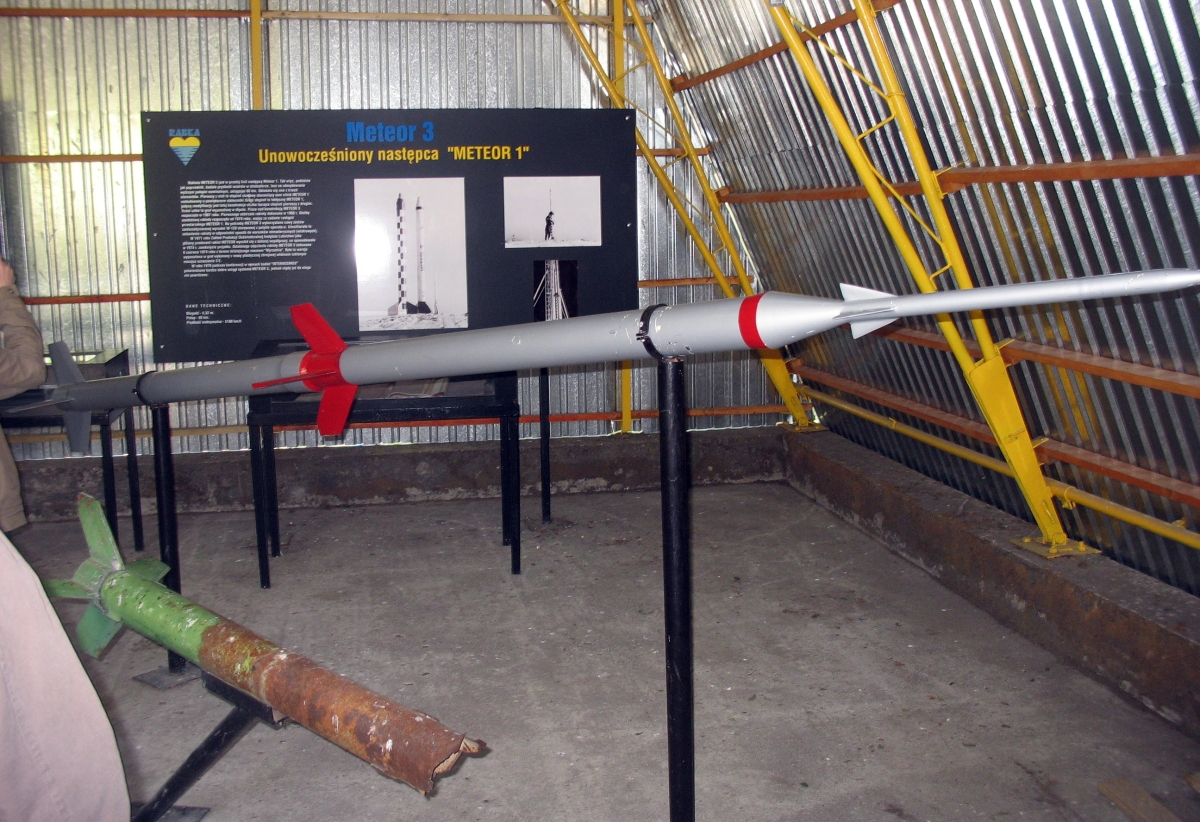
メテオ3

メテオ（Meteor）はポーランドの観測ロケットシリーズの名称。1963年から1974年にかけてメテオロケットが作製された。
4バージョンが存在し、メテオ1とメテオ2Hは単段式ロケット、メテオ2K（ポーランドで開発された最大の民間ロケット）は2段式ロケットで、メテオ3はメテオ1を2基使用した2段式ロケットだった。
|                                          | メテオ1 | メテオ2H | メテオ2K | メテオ3 |
| ---------------------------------------- | ------- | -------- | -------- | ------- |
| 最大高度                                 | 40 km   | 68 km    | 90 km    | 65 km   |
| 離陸推力                                 | 14 kN   | 24 kN    | 52 kN    | 14 kN   |
| 直径                                     | 12 cm   | 35 cm    | 35 cm    | 12 cm   |
| 全長                                     | 2.5 m   | 4.5 m    | 4.3 m    | 4.3 m   |
| 非公式記録ではメテオ2Kの最大高度は100 km |         |          |          |         |

メテオロケットはŁebaとウストカから打上げられ、5発のメテオロケットは1970年前後に西ドイツのZingstから発射されている。このロケットプログラムはソビエト連邦の命令によって破棄された。ソ連が自国によるロケット産業の独占の固持したためであるとされる。